# Smoke + Mirrors
Smoke + Mirrors – drugi studyjny album amerykańskiego zespołu rockowego Imagine Dragons. Album został nagrany w domowym studio zespołu w Las Vegas w 2014 roku. Został wydany 17 lutego 2015 roku przez Interscope Records z etykietą KIDinaKORNER. W nagraniach uczestniczył brytyjski producent  Alexander Grand, znany pod pseudonimem Alex da Kid.
Album otrzymał mieszane recenzje od krytyków muzycznych, jednak zadebiutował na szczycie listy Billboard 200 w Stanach Zjednoczonych sprzedając się w więcej niż 172 000 egzemplarzy, a także jako numer jeden na listach UK Albums Chart i Canadian Albums Chart. Od tej pory uzyskał status platynowej płyty w Stanach Zjednoczonych, Wielkiej Brytanii i Polsce oraz złotej w Meksyku, Brazylii, Austrii, Danii i Norwegii.

## Lista utworów
Wszystkie utwory zostały napisane i wyprodukowane przez Imagine Dragons (Ben McKee, Daniel Platzman, Dan Reynolds i Wayne Sermon), wyjątki zostały opisane.
| Nr  | Tytuł utworu           | Autorzy                          | Produkcja                    | Długość |
| --- | ---------------------- | -------------------------------- | ---------------------------- | ------- |
| 1.  | „Shots”                |                                  |                              | 3:52    |
| 2.  | „Gold”                 | Alexander Grant, Imagine Dragons | Alex da Kid, Imagine Dragons | 3:36    |
| 3.  | „Smoke and Mirrors”    |                                  |                              | 4:20    |
| 4.  | „I'm So Sorry”         |                                  |                              | 3:50    |
| 5.  | „I Bet My Life”        |                                  |                              | 3:14    |
| 6.  | „Polaroid”             |                                  |                              | 3:51    |
| 7.  | „Friction”             |                                  |                              | 3:21    |
| 8.  | „It Comes Back to You” |                                  |                              | 3:37    |
| 9.  | „Dream”                | Grant, Imagine Dragons           | Alex da Kid, Imagine Dragons | 4:18    |
| 10. | „Trouble”              |                                  |                              | 3:12    |
| 11. | „Summer”               |                                  |                              | 3:38    |
| 12. | „Hopeless Opus”        |                                  |                              | 4:01    |
| 13. | „The Fall”             |                                  |                              | 6:05    |
|     |                        |                                  |                              | 50:55   |

## Notowania i certyfikaty
| Lista przebojów (2015)                 | Najwyższa pozycja |
| -------------------------------------- | ----------------- |
| Australia (ARIA Charts)                | 4                 |
| Austria (Ö3 Austria Top 40)            | 5                 |
| Belgia (Ultratop 200 Albums, Flandria) | 9                 |
| Belgia (Ultratop 200 Albums, Walonia)  | 8                 |
| Czechy (ČNS IFPI)                      | 8                 |
| Dania (Album Top-40)                   | 15                |
| Francja (SNEP)                         | 9                 |
| Hiszpania (PROMUSICAE)                 | 2                 |
| Holandia (MegaCharts)                  | 6                 |
| Irlandia (IRMA)                        | 6                 |
| Japonia (Oricon)                       | 50                |
| Kanada (Billboard Canadian Albums)     | 1                 |
| Meksyk (AMPROFON)                      | 5                 |
| Niemcy (GfK Entertainment)             | 3                 |
| Norwegia (VG-Lista)                    | 11                |
| Nowa Zelandia (Recorded Music NZ)      | 4                 |
| Polska (OLiS)                          | 10                |
| Portugalia (AFP)                       | 10                |
| Szwajcaria (Alben Top 100)             | 3                 |
| Szwecja (Sverigetopplistan)            | 21                |
| USA (Billboard 200)                    | 1                 |
| Węgry (MAHASZ)                         | 13                |
| Wielka Brytania (UK Albums Chart)      | 1                 |
| Włochy (FIMI)                          | 6                 |

| Kraj                     | Certyfikat      | Sprzedaż   |
| ------------------------ | --------------- | ---------- |
| Austria (IFPI Austria)   | złota płyta     | 7 500+     |
| Brazylia (ABPD)          | złota płyta     | 20 000+    |
| Dania (IFPI Dania)       | złota płyta     | 10 000+    |
| Kanada (Music Canada)    | złota płyta     | 40 000+    |
| Meksyk (AMPROFON)        | złota płyta     | 30 000+    |
| Norwegia (IFPI Norwegia) | złota płyta     | 15 000+    |
| Polska (ZPAV)            | platynowa płyta | 20 000+    |
| Stany Zjednoczone (RIAA) | platynowa płyta | 1 000 000+ |
| Wielka Brytania (BPI)    | platynowa płyta | 180 000+   |